# پی دجاجه
پی ماکیان(به انگلیسی: P Cygni) یک ستاره از گروه متغیرهای آبی درخشان در صورت فلکی ماکیان است. یک فراغول است و در رده طیفی B۱Ia+ قرار می‌گیرد و در کهکشان راه شیری و در فاصله ۵۰۰۰ تا ۶۰۰۰ سال نوری از زمین قرار دارد.این ستاره دارای یکی از عجیب‌ترین تاریخچه‌ها در میان تمام ستارگان است و در دوره اخیر نیز دچار تغییراتی بزرگ شده‌است.در چند دهه اخیر قدر ظاهری این ستاره حدود ۸/۴ بوده‌است.

## تاریخچه
در موزه ادبیات ملّی در شهر پراگ یک کره آسمان وجود دارد که در سال ۱۶۴۰ (میلادی) به دست توانای ویلم بلاو منجّم و ریاضی‌دان هلندی ساخته شده‌است. بر این کره آسمان ستاره ای در پیکر آسمانی دجاجه یا ماکیان مشخّص شده‌است که آن را بر کره‌های قدیمی تر نمی‌توان یافت. بلاو این ستاره را نخستین بار در ۱۸ اوت ۱۶۰۰ میلادی رصد کرد.در آن هنگام این ستاره با قدر ظاهری حدود ۳ در آسمان می‌درخشید. ویلم بلاو فاصله این ستاره را از ستاره‌های کرکس نشسته و منقار دجاجه سنجید و مکانش را مشخّص کرد. او این ستاره را به مدت ده‌ها سال بررسی کرد و متوجّه شد که در دراز مدّت بسیار کم نور شده‌است، به‌طوری‌که در سال ۱۶۴۰ (میلادی) با قدر ظاهری بیشتر از ۵ در آسمان دیده می‌شد. ستاره ای که بلاو رصد کرد، پی ماکیان نام دارد؛ امّا در آن روزها اخترشناسان با نام نواختر دجاجه از آن یاد می‌کردند. در سال ۱۶۲۰ (میلادی) به قدری کم نور شده بود که می‌شد گفت عملاً از حدّ دیدن با چشمان بی ابزار خارج شده‌است؛ امّا ناگهان در سال ۱۶۵۴ (میلادی) دوباره سر بر آورد، با چشم برهنه هم می‌شد آن را دید، و تا قدر ظاهری ۵/۳ پیش رفت. تا سال ۱۶۵۹ (میلادی) اوضاع بر این منوال بود ولی در این سال دوباره فروکش کرد و ۳ سال بعد ناپدید شد. بار دیگر در سال ۱۶۶۵ (میلادی) پر نور شد و پس از چند بار افت و خیز در سال ۱۷۱۵ در قدر ظاهری پنجم استقرار یافت. از این پس رفتار نامتعارفی از خود نشان نداده‌است.

## برخی از ویژگی‌ها
پی ماکیان، بر خلاف عنوان اولیه اش، نواختر به معنای امروزی نیست. امروزه عنوان نواختر دجاجه به یک نواختر واقعی گفته می‌شود که در سال ۱۹۷۵ (میلادی) از دید زمین در ماکیان (صورت فلکی) به اوج درخشش خود رسید. اخترشناسان امروزی ستاره پی ماکیان را از نوع متغیرهای آبی درخشان به‌شمار می‌آورند. فاصله ستاره پی ماکیان از زمین در حدود ۶۰۰۰ سال نوری است. درخشندگیش را در حدود ۷۰۰۰۰۰ برابر درخشندگی خورشید برآورد کرده‌اند. دمای سطح آن حدود ۲۰۰۰۰ درجه (دما) کلوین از دمای سطح خورشید که حدود ۵۷۰۰ درجه (دما) کلوین است، بیشتر است.جرم (فیزیک) پی ماکیان حدود ۴۰ جرم خورشیدی می‌باشد.این ستاره‌های پرجرم، در مصرف سوخت هسته‌هایشان اعتدال را رعایت نمی‌کنند و آن را بی‌محابا به مصرف می‌رسانند و گهگاهی مقداری ماده (فیزیک) نیز از خود دفع می‌کنند. از این رو نسبت به ستاره‌های کم جرم تر، عمر نسبتاً کوتاهی دارند:فقط چند میلیون سال؛ امّا از عمر خورشید، حدّاقل ۵ میلیارد سال می‌گذرد.طیف عجیب پی ماکیان نیز گواه از مطلب بالا دارد.در طیف این گونه ستاره‌ها خطوط نشری پهنی وجود دارند که حاکی از وجود لایه‌های گاز در حال انبساط بر گرد این ستاره‌ها هستند.قسمت‌های بیرونی این لایه‌ها، بر اثر فشار تابشی، با سرعتی بیشتر از قسمت‌های داخلی منبسط می‌شوند و سرانجام به شکل باد ستاره‌ای در می‌آیند.

## پیر شدن
هنری لامرز از انستیتو نجومی دانشگاه اوترشت و مارت دوگروت از رصدخانه آرماگ در ایرلند شمالی به کشف‌های جالبی درباره ستاره پی ماکیان رسیده‌اند. دوگروت فهمید که اخترشناسان سده ۱۷ (میلادی) و سده ۱۸ (میلادی) خیلی به این ستاره توجه می‌کردند.او به مطالعه آرشیوهای نجومی پرداخت و کشف کرد که در فاصله سال ۱۷۰۰ (میلادی) و سال ۱۹۱۷ (میلادی) روشنی این ستاره ۳۰ بار برآورد شده‌است.هشت تا از این برآوردها کار ویلیام هرشل معروف، کاشف سیاره اورانوس، بوده‌است.حاصل کار این تجسّس این کشف بود که روشنی ستاره پی ماکیان در ۴۰۰ سال اخیر، سوای افت و خیزهای شدید اوّلیّه، به گونه ویژه‌ای تغییر می‌کرده‌است.

### افزایش درخشندگی
به نظر لامرز و دوگروت روشنی ظاهری پی ماکیان به تدریج از سال ۱۷۰۰ (میلادی) به بعد رو به فزونی نهاده‌است.دویست سال بعد در سال ۱۹۰۰ (میلادی) این افزایش به ۶۰ درصد رسید.نکته شگفت‌آور این است که دلیل این افزایش درخشش، کاهش دما بوده‌است!همان طور که پیش تر اشاره شد دمای سطحی ستاره پی ماکیان بسیار زیاد است؛ بیش از ۲۵۰۰۰ درجه (دما) کلوین.با چنین دمایی بیشتر تابش ستاره در بخش فرابنفش طیف خواهد بود.یعنی منحنی شدّت تابش در این طول موج‌ها، بیشینه خواهد بود.وقتی دمای سطح ستاره به تدریج کم شود جای این بیشینه تغییر می‌کند، و به سوی طول موج‌های بلند تر می‌رود.در نتیجه روشنی ستاره در بخش فرابنفش کم می‌شود، در حالی که بر روشنی ستاره در طیف مرئی افزوده می‌شود!لامرز و دوگروت میزان کاهش دما را چیزی در حدود ۶ درصد در یک قرن برآورد کرده‌اند.

### سازگاری و ناسازگاری تغییرات درخشش باشبیه سازی‌هاینظری

#### سازگاری افزایش درخشش و کاهشدمایسطح باشبیه سازی‌هاینظری
این کاهش دمای ستاره پی ماکیان به‌طور کیفی با شبیه سازی‌های نظری تحوّل ستاره‌های پرجرم سازگار است.ستاره پرجرم چند میلیون سال آغاز عمرش را بر رشته اصلی می‌گذرانَد.در این دوران در هسته ستاره هیدروژن به هلیم تبدیل می‌شود.وقتی که هیدروژن در هسته ستاره به ته کشید، تولید انرژی در این بخش متوقّف می‌شود؛ امّا پوسته‌هایی که دور هسته هلیمی قرار دارند آکنده از هیدروژنند.تولید انرژی در ستاره از راه سوختن هیدروژن پوسته‌ها ادامه می‌یابد.در این حال هسته ستاره شروع به انقباض می‌کند، در حالی که لایه‌های بیرونی منبسط می‌شوند.با این انبساط دمای سطح ستاره کاهش می‌یابد.

#### انفجارهای ناگهانی و سازگاری آن‌ها باشبیه سازی‌هاینظری
در این مرحله از تحوّل ستاره، ازدیاد ناگهانی روشنی، مانند آن چه در سال ۱۶۰۰ (میلادی) و سال ۱۶۵۳ (میلادی) برای پی ماکیان روی داد امری است طبیعی و کاملاً قابل انتظار.ستاره چندان پایدار نیست؛ گه گاه می‌تواند مقدار زیادی ماده (فیزیک)، تقریباً به اندازه جرم خورشیدی، از خود دفع و به فضای بیرون پرتاب کند.لامرز انتظار دارد که در یک یا دو قرن آینده پی ماکیان باز هم دستخوش انفجارهایی از این نوع شود.

#### نا سازگاری افزایش درخشش باشبیه سازی‌هاینظری
مقایسه تغییرات روشنی، بر پایه رصدهای موجود، با محاسبات نظری مسلّماً اطّلاعات بیشتری در باره ستاره‌هایی مانند پی ماکیان در اختیار اخترشناسان قرار می‌دهد.شبیه سازی‌های نظری کاهشی معادل ۳ درصد در قرن را برای دمای سطحی ستاره ای با جرم (فیزیک) پی ماکیان پیش‌بینی می‌کنند.به نظر لامرز و دوگروت این اختلاف شاید به علّت آن باشد که جرم (فیزیک) واقعی ستاره خیلی کم تر از آن است که اخترشناسان می‌پندارند.

## شهرت‌ها و ویژگی‌ها
همان طور که پیش تر اشاره شد، در طیف برخی از ستارگان از جمله پی ماکیان، خطوط نشری پهنی وجود دارند.این ویژگی، تمام این ستارگان را در گروه ستاره‌های پی ماکیان قرار می‌دهد که وجه تسمیه‌اش ستاره پی ماکیان است.خطوط نشری این ستاره‌ها هم نمایه‌های خطّ نوع پی ماکیان نامیده می‌شوند که وجه تسمیه آن هم ستاره پی ماکیان است.غیر از ستارگان پی ماکیان، ستارگانی وجود دارند که در طیف خود دارای خطوط نشری هستند.این خطوط با نمایه‌های خطّ نوع پی ماکیان تفاوت‌هایی دارند و دارای نام‌هایی دیگر هستند.